# Karl Gerland
Karl Gerland (Gottsbüren, Hessen, 14 juli 1905 - Frankfurt (Oder), 21 april 1945) was een nationaalsocialistische gouwleider en een SS-Gruppenführer (generaal-majoor) tijdens de Tweede Wereldoorlog. Hij was een parlementslid voor de NSDAP in de Rijksdag.

## Leven
Op 14 juli 1905 werd Karl Gerland geboren in Gottsbüren, bij Kassel, in Noord-Hessen. Hij was de zoon van de verkoper en herbergier Heinrich Friedrich Gerland en zijn vrouw Marie. Van 1911 tot 1916 ging hij naar de lagere school. Hierna behaalde hij zijn Abitur aan het atheneum II in Kassel en ging hij in 1923 werken als machinebouwkundige bij de Deutsche Reichsbahn. Van 1923 tot 1927 ging Gerland machinebouwkunde studeren aan de Leibniz-Universiteit Hannover in Hannover. Hij was lid van de Deutsche Turnerschaft en Bündische Jugend. Gerland was in de jaren twintig lid van het Hindenburgbataljon. 

### Interbellum
Vanaf februari 1928 werkte hij als meettechnicus bij een kabelfabriek in Hannover en daarna als bouwkundig ingenieur voor patentinrichtingen op een technische bureau. In 1930 werkte hij in het bedrijf van zijn ouders. Op 1 december 1929 werd Gerland lid van de Nationaalsocialistische Duitse Arbeiderspartij (NSDAP). In september 1930 werd hij aangesteld als Kreisleiter van Hofgeismar en tegelijk als Bezirksleiter (vrije vertaling: districtsleider) in het Bezirk Hofgeismar-Wolfhagen. Vervolgens werd Gerland in januari 1932 benoemd tot plaatsvervangend Gaupropagandaleiter (vrije vertaling: gouwpropagandaleider) en vanaf juli 1932 in dezelfde functie voor de gouw Kurhessen. Hij werd bovendien Bezirksleiter van het Fulda-Hersfeld-Hünfeld. In 1933 volgde zijn benoeming tot leider van de Landesstelle Kurhessen in het Rijksministerie van Volksvoorlichting en Propaganda. Van oktober 1934 tot 1938 was Gerland ambtsleider in de Stab des Stellvertreters des Führers Rudolf Hess. Hier was hij verantwoordelijk voor de “rapportage”. Een andere bron vermeldt: verantwoordelijk voor buitenlandse gasten. Bovendien leidde hij van 1935 tot 1939 het "ambt voor eregasten tijdens Rijkspartijdagen", die verbonden waren aan de bijeenkomsten van de NSDAP.
Op 11 mei 1935 trouwde Gerland met Marta Kelz. Het echtpaar kreeg drie kinderen. Op 29 maart 1936 werd Gerland gekozen voor de Rijksdag. Hij was tot aan zijn dood lid van de Rijksdag. Op 16 maart 1938 werd Gerland lid van de Schutzstaffel (SS). Hij werd ingeschaald als een SS-Hauptsturmführer (kapitein). Op 1 juni 1938 werd Gerland benoemd tot plaatsvervangend gouwleider van de Rijksgouw Lage Donau. In die hoedanigheid eiste hij in 1942 de gedwongen sterilisatie van de gevangenen van het zigeunerkamp Lackenbach.

### Tweede Wereldoorlog
Vanaf mei tot september 1940 nam Gerland als Unteroffizier der Reserve (sergeant in de militaire reserve) deel aan de Slag om Frankrijk. Hierbij liep hij een schot in de buik op en werd daarvoor onderscheiden met het IJzeren Kruis 1939, 2e Klasse en het Gewondeninsigne 1939 in zwart. Op 9 november 1940 werd Gerland bevorderd tot SS-Oberführer en werd toegevoegd aan de Persönlicher Stab Reichsführer-SS. In november 1943 werd hij benoemd tot plaatsvervangend gouwleider voor de gouw Kurhessen. Hij was de opvolger van Karl Weinrich, die tijdens een luchtaanval op Kassel de stad verliet. Tegelijk werd hij ook benoemd tot Rijksverdedigingscommissaris van de gouw Kurhessen. De aanstelling tot gouwleider werd in december 1944 permanent gemaakt. Aan het einde van de oorlog werd Gerland nog benoemd tot Oberpräsident (Eerste president) van Keur-Hessen. Op 4 april 1945 viel de hoofdstad Kassel en Gerland vluchtte naar het oosten en sloot zich aan bij de Duitse troepen die vochten in Brandenburg. Op 21 april 1945 tijdens gevechten aan de Frankfurt (Oder) sneuvelde Gerland als Unteroffizier. Na 1945 werd hij beschouwd als de “meest gehate nationaalsocialistische leider van geheel Neder-Oostenrijk". Over een begraafplaats is niets bekend.

## Carrière
Gerland bekleedde verschillende rangen in zowel de NSDAP als Allgemeine-SS. De volgende tabel laat zien dat de bevorderingen niet synchroon liepen.
| Datums                                                           | NSDAP                                 | Allgemeine-SS          | Heer                      |
| ---------------------------------------------------------------- | ------------------------------------- | ---------------------- | ------------------------- |
| September 1930                                                   | Kreisleiter                           | —                      | —                         |
| September 1930 - januari 1932                                    | Bezirksleiter                         | —                      | —                         |
| Januari 1932                                                     | Stellvertretenden Gaupropagandaleiter | —                      | —                         |
| Oktober 1934 - 12 november 1934                                  | Amtsleiter der NSDAP                  | —                      | —                         |
| 10 november 1938                                                 | Stellvertretender Gauleiter           | —                      | —                         |
| 16 maart 1938 (met ingang van 9 november 1937)                   | —                                     | SS-Mann                | —                         |
| 16 maart 1938 (met ingang van 9 november 1937)                   | —                                     | SS-Hauptsturmführer    | —                         |
| 16 maart 1938 - 20 januari 1938 (met ingang van 30 januari 1938) | —                                     | SS-Sturmbannführer     | —                         |
| 16 maart 1938 - 12 maart 1938 (met ingang van 12 maart 1938)     | —                                     | SS-Obersturmbannführer | —                         |
| 11 september 1938                                                | —                                     | SS-Standartenführer    | —                         |
| 1940                                                             | —                                     | —                      | Unteroffizier der Reserve |
| 20 april 1940                                                    | Haupt-Dienstleiter der NSDAP          | —                      | —                         |
| 9 november 1940                                                  | —                                     | SS-Oberführer          | —                         |
| 3 november 1943 (met ingang van 9 november 1943)                 | —                                     | SS-Brigadeführer       | —                         |
| 1 augustus 1944                                                  | —                                     | SS-Gruppenführer       | —                         |
| 13 december 1944                                                 | Gauleiter                             | —                      | —                         |

## Lidmaatschapsnummers
- NSDAP-nr.: 176 572 (lid geworden 1 december 1929[1][8])
- SS-nr.: 293 003 (lid geworden 9 november 1937[12] - 16 maart 1938[8])

## Onderscheidingen
- Gouden Ereteken van de NSDAP[15][14][16] op 30 januari 1938[12][5]
- IJzeren Kruis 1939, 2e Klasse[14][16] (6 september 1940[5] - 1941[12])
- Ehrendegen des Reichsführers-SS[14][16] op 1 december 1938[5]
- SS-Ehrenring[14][16][5]
- Gewondeninsigne 1939 in zwart[14][16][12] op 6 september 1940[5]